# Rossabella
Rossabella es una telenovela chilena creada por Alfredo Rates en conjunto con Pamela Soriano y transmitida por Megavisión desde el 10 de marzo hasta el 23 de julio de 1997, siendo la primera telenovela hecha por el canal, y siendo reemplazada por Santiago City. Es protagonizada por Enzo Viena, Liliana Ross, Liliana García, Paula Sharim y Rodrigo Bastidas.

## Argumento
Don Italo Piamonte (Enzo Viena) es un industrial de ropa íntima femenina. Lo cual, además de reportarle una cuantiosa fortuna le ha regalado tres grandes amores, Gina (Liliana Ross), Sofía (Liliana García) y Cecilia (Paula Sharim). A las que llama "rosas", ya que todas ellas modelaron los diseños de "Rossabella", su marca comercial de ropa interior. La fama de "Don Juan" que tiene Italo, provoca la envidia de todos, menos de Aníbal (Alejandro Castillo), su abogado y amigo. Él duda que, tres hermosas mujeres estén enamoradas de un hombre mayor, que por coincidencia, es millonario en dólares. 
Aunque lo niega y continúa sus conquistas, tratando de sumar a Claudia (Carola Paz) a su jardín de rosas, Italo también está preocupado por la honestidad de sus mujeres. En realidad él siempre está probando a la gente y este afán lo va a relacionar con Julio (Rodrigo Bastidas), joven ciego, que atiende un quiosco al otro lado de la ciudad. Julio es trabajador, optimista y muy chacotero. Pero a pesar de que todo el mundo lo quiere, sufre en silencio por el amor de una mujer, Liliana Espina (Berta Lasala), una chica que canta en un club nocturno. Cuando Italo comprueba que Julio es un hombre honrado, le vuelve el alma al cuerpo y se atreve a idear un plan para comprobar la honestidad de sus "rosas". De esta forma va a averiguar si es verdad que ellas lo aman tanto como dicen. Sin embargo, las ironías del destino van a querer que Julio y Liliana sean los protagonistas de esa insólita prueba de amor que arrojará sorprendentes resultados.

## Elenco
- Enzo Viena como Ítalo Piamonte.
- Liliana Ross como Gina.
- Liliana García como Sofía Humeres.
- Paula Sharim como Cecilia.
- Carola Paz como Claudia González.
- Berta Lasala como Liliana Espina.
- Rodrigo Bastidas como Julio Ramírez
- Carlos Díaz como Gonzalo Sánchez.
- Daniel Alcaíno como Chamaco.
- Aníbal Reyna como Jinés Ramírez
- Violeta Vidaurre como Estela Villalba.
- Alejandro Castillo como Aníbal Sánchez
- Sebastián Dahm como Alberto Heidegger.
- Renato Munster como Agustín.
- Carlos Valenzuela como Willy.
- Gloria Laso como Mónica Pérez de Arce.
- Coca Rudolphy como Antonieta Cabieses Stuppa.
- Osvaldo Lagos como Eugenio Quevedo Valdeavellano.
- Magdalena Max-Neef como Carmencita.
- Tennyson Ferrada como Héctor.
- Rubén Darío Guevara como Humberto.
- Orietta Grendi como Sabina.
- Araceli Vitta como Cristina Ramírez.
- Guillermo Calderón como Morita.
- Juan Falcón como Coke.
- Marcela Medel como Paola Vargas.
- Nicolás Huneeus como Ricardo.
- Juan Pablo Bastidas como Francisco.
- Pamela Peragallo como Andrea
- Francisca Hernández como Michelle.
- Andrés Gómez como Sebastián.
- Carlos Embry como Joaquín.
- Camila Videla como Carla «Carlita».
- Loreto Araya-Ayala como Edith.
- Sergio Gajardo como César.
- John Knuckey como Max.
- Samuel Villarroel como Boris.
- Herval Rossano como turista brasileño.
- Mario Santander como inspector de policía.
- Antonio Vodanovic como él mismo.
- Paola Camaggi como ella misma.
- Roberto Apud como él mismo.

## Recepción
Fue ampliamente superada por sus competidoras, Oro verde de TVN y Eclipse de luna de Canal 13.[cita requerida]

## Banda sonora
- 1. La Sociedad - Esas mujeres (Tema principal)
- 2. Julio Iglesias - Esta cobardía
- 3. Daniela Romo - Que sabes tú
- 4. Ilan Chester. - Palabras del alma
- 5. Diego Torres - Que será
- 6. La Rue Morgue - Blues a dos mujeres
- 7. Djavan - Samurái
- 8. Ricardo Arjona - Me enseñaste
- 9. Ricky Martin - Donde estarás
- 10. Alberto Plaza - Aventurera
- 11. Ariztía - Da la impresión
- 12. Franco de Vita - Fuera de Este Mundo
- 13. Claudio Baglioni - Un poco más
- 14. Cindy & Tito Rodríguez - Inolvidable
- 15. Grupo Pandora - Que sabes de amor

## Curiosidades
Es la primera teleserie del canal en usar Placement, ya que el personaje de Francisco (interpretado por Juan Pablo Bastidas, trabaja como vendedor en una tienda Equs. Asimismo, fue la primera teleserie chilena en mostrar una escena de desnudo masculino con el personaje de Juan Falcón.